# Eric Dietrich
Eric Dietrich (* 16. Juni 1985 in Schlema) ist ein deutscher Politiker (CDU) und war von 2019 bis 2024 sächsischer Landtagsabgeordneter.

## Leben
Dietrich wuchs im heutigen Ortsteil Hundshübel der Gemeinde Stützengrün auf und legte sein Abitur im sächsischen Aue ab. Anschließend studierte er Informationstechnik an der Staatliche Studienakademie Glauchau und schloss seine Ausbildung als Diplom-Ingenieur für Informationstechnik ab. Nach einer beruflichen Tätigkeit in München kehrte er 2008 in seine Heimatgemeinde zurück und arbeitete als Projektleiter einer Softwarefirma. Ab 2017 war er als IT-Koordinator bei einem Autohersteller tätig.
Dietrich ist verheiratet und hat zwei Kinder.

## Politische Wahlämter
Dietrich trat 2006 in die CDU ein. Seit den Kommunalwahlen in Sachsen 2009 sitzt er im Gemeinderat von Stützengrün und ist auch Vorsitzender der CDU-Ortsgruppe. Bei den Kommunalwahlen 2014 zog er darüber hinaus noch in den Kreistag des Erzgebirgskreises ein und wirkte dort bis 2019 mit.
2018 nominierte ihn die CDU als Nachfolger von Thomas Colditz als Wahlkreis-Direktbewerber. Bei der Landtagswahl in Sachsen 2019 wurde er im Wahlkreis Erzgebirge 2 mit 37,6 Prozent der Direktstimmen zum Wahlkreisabgeordneten gewählt. Im Landtag wirkte er als Mitglied im Haushalts- und Finanzausschuss, im Ausschuss für Wirtschaft, Arbeit und Verkehr und im Ausschuss für Soziales und Gesellschaftlichen Zusammenhalt. 
Bei der Landtagswahl in Sachsen 2024 holt er im Wahlkreis Erzgebirge zwar 36,4 % der Erststimmen, musste sich aber dem Kandidaten der AfD geschlagen geben und schied daher mit der Konstituierung des neuen Landtages am 1. Oktober 2024 aus dem Parlament aus.